# Giovanni Battista Cairati

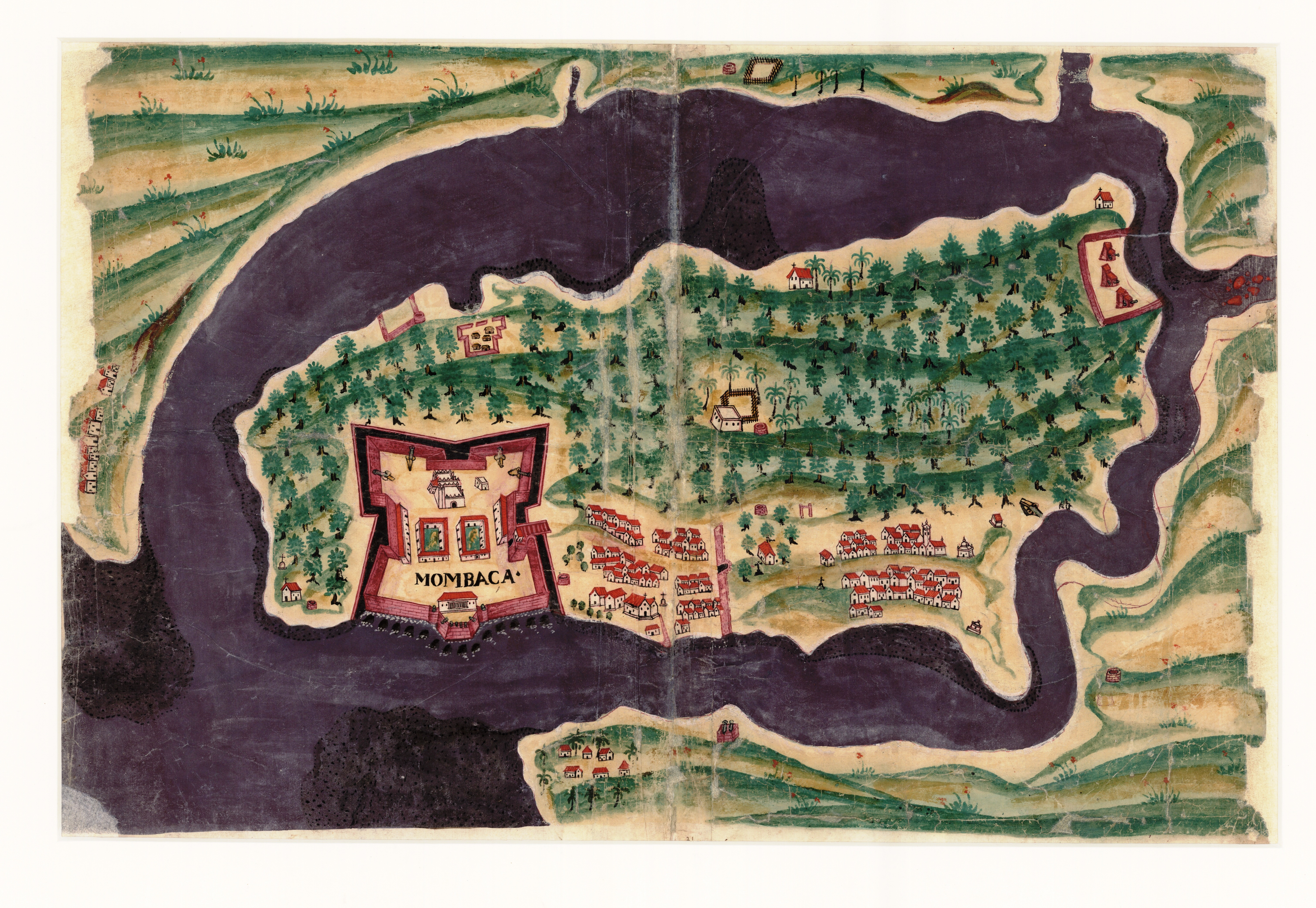
Fort Jesus erőd Mombasában

Giovanni Battista Cairati (Olaszország, Milánó, 15 ?? - Goa, 1596.) milánói katonai építész.

## Életrajza
Eredetileg Lombardiában, Cairate nevű kisvárosban működött, Lombardiában, 1560-ban a  Jeruzsálemi Szent János Rend szolgálatában Máltán és Szardínia szigetén épített erődítményeket. Milánóba visszatérve nevezték ki városi mérnöknek, az 1560-as években a térség erődítési munkálatainak felügyeletét végezte.
1577-ben II. Fülöp spanyol király szolgálatába lépett, némi, a portugáliai Tangerben és az Azori-szigeteken végzett munka után 1583-ban nevezték ki főmérnöknek Indiába. Ebben a minőségében dolgozott az erődítmények építésén olyan változatos helyeken Kelet-Afrikában és Indiában, mint  Bassein, Malacca Mannar, Hormuz, Maszkat, Daman, Vasai és Mombasa.
1593 körül tervezte a Jézus erődöt Kelet-Afrikában (ma Kenya), az alakja szabályos négyszög sokszög, bástyákkal. Az  1593 és 1596 között épült erőd hasonlít egy emberi testre, az olasz reneszánsz építészeti tervek ihlették. Ez volt utolsó ismert munkája.
Meghalt 1596-ban Goa-ban.

## Az általa épített, vagy átépített erődök

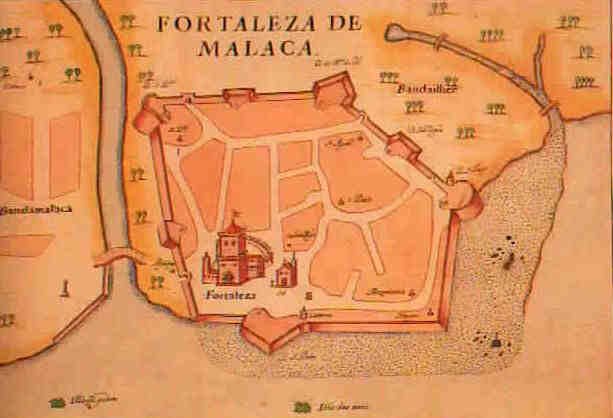
Melakka erődje, Malajzia
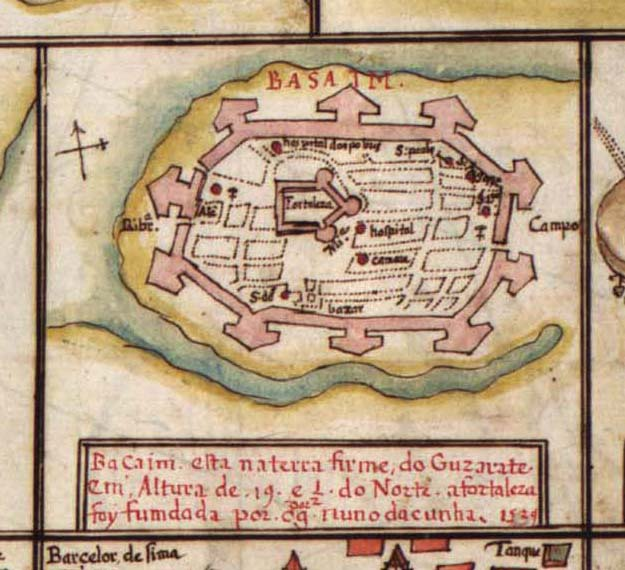
Vasai erődjének egykori rajza, India
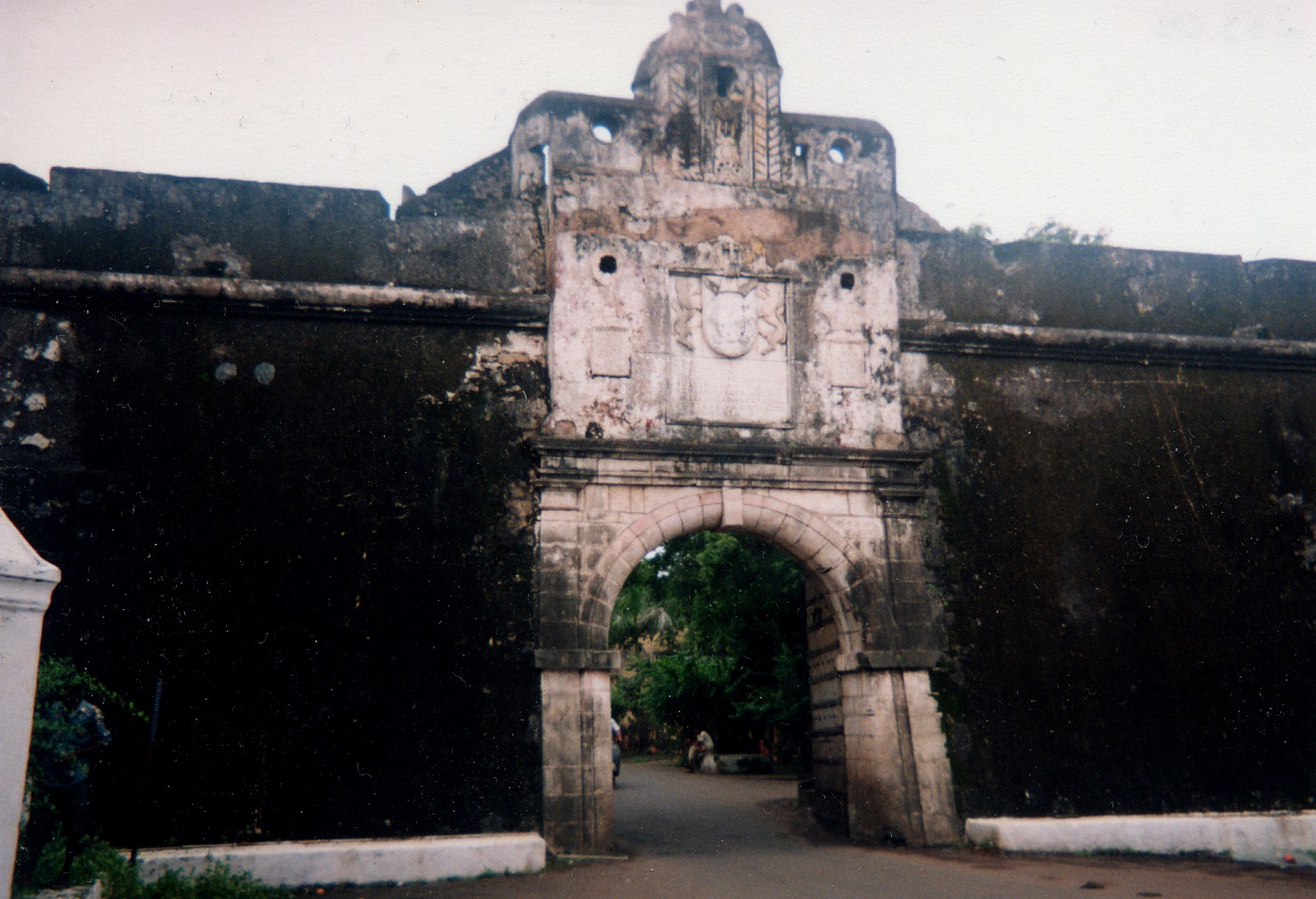
Daman, India
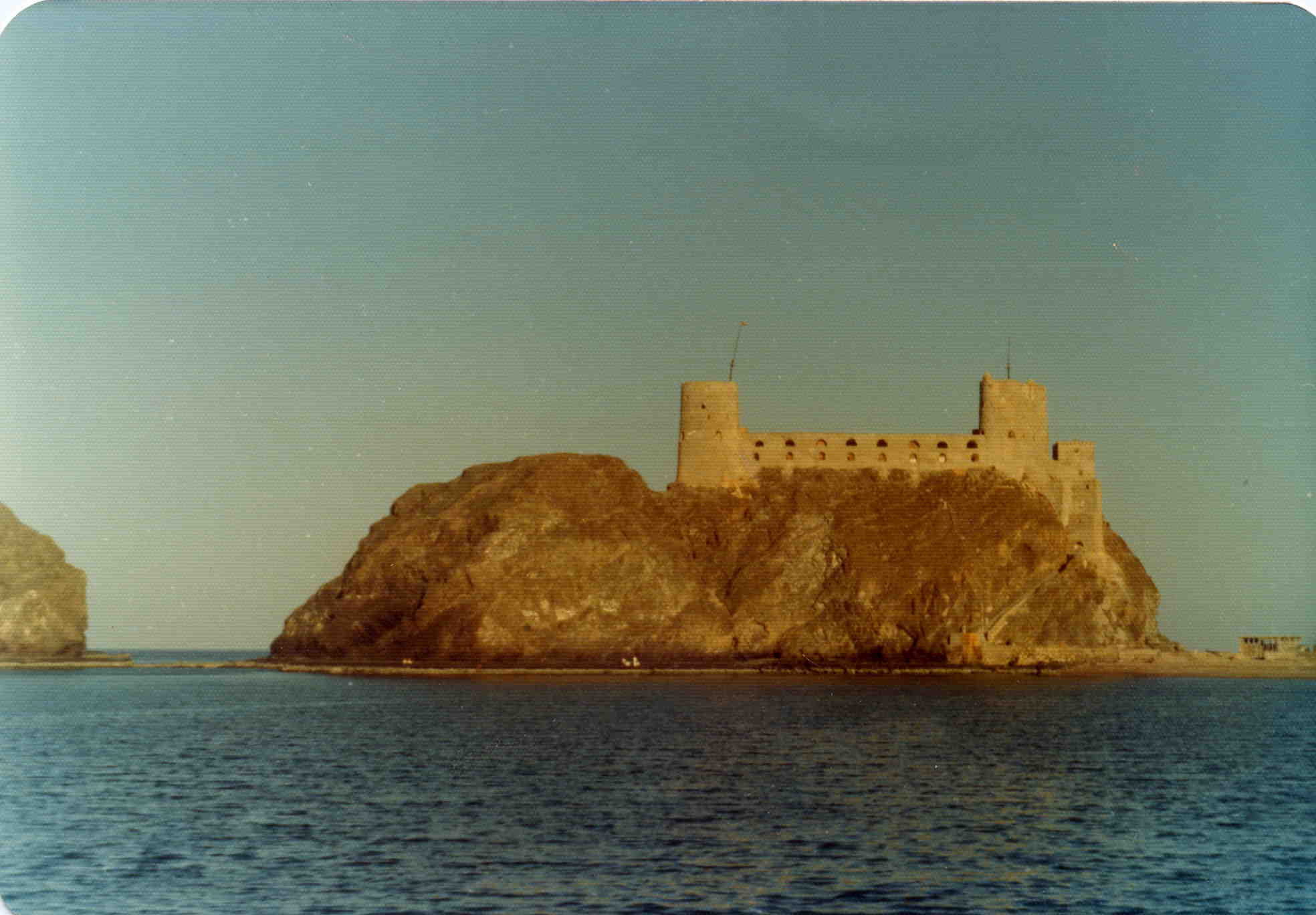
Maszkati erőd, Oman
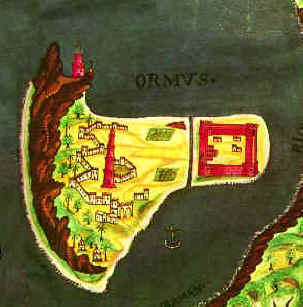
Hormuz, erőd
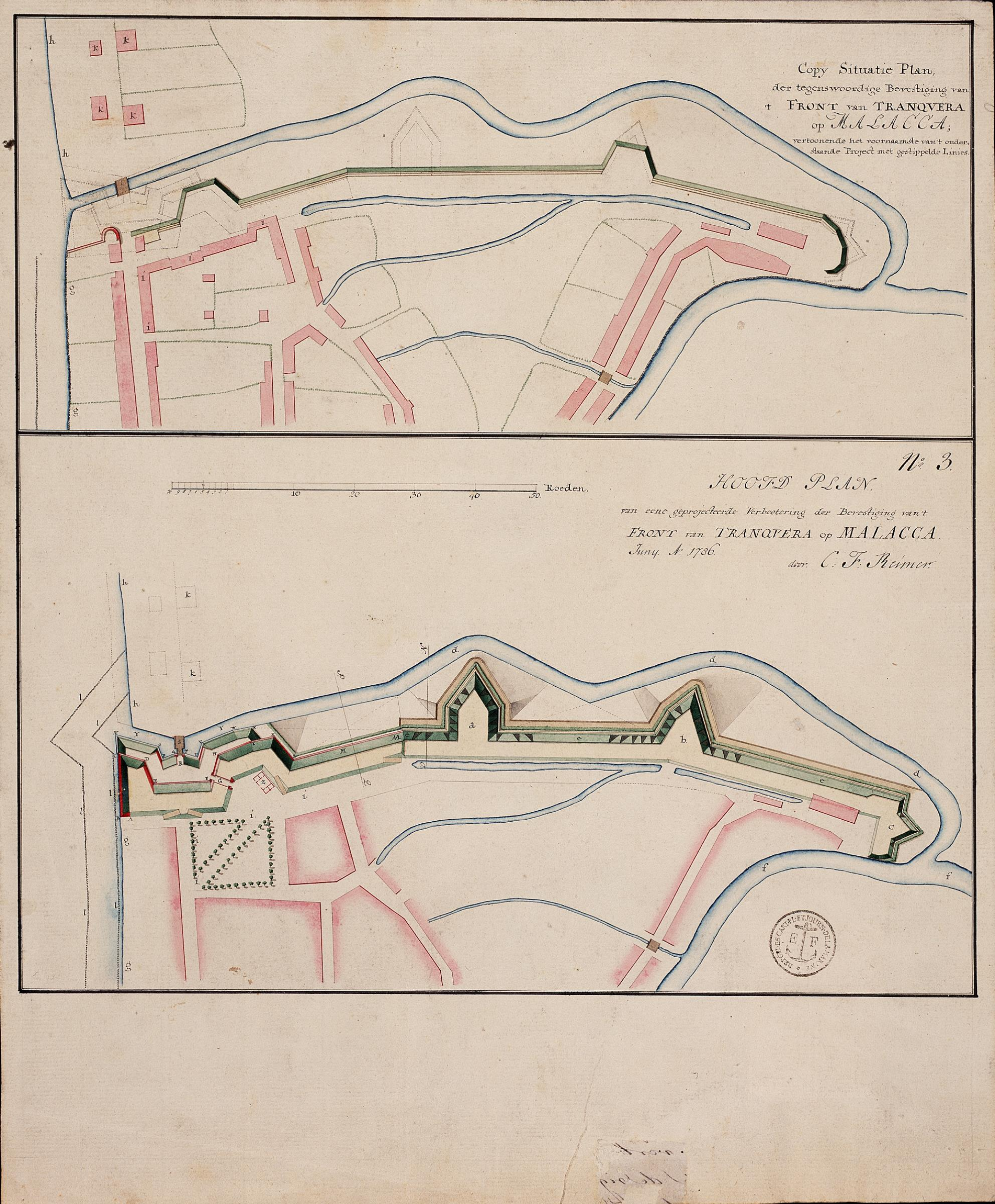
Malacca, erőd